# 2:00
2:00 – drugi singel polskiej piosenkarki Sanah z jej drugiego albumu studyjnego, zatytułowanego Irenka. Singel został wydany 26 marca 2021.
Nagranie otrzymało w Polsce status diamentowego singla, przekraczając liczbę 250 tysięcy sprzedanych kopii.

## Geneza utworu i historia wydania
Piosenka została napisana i skomponowana przez Zuzannę Jurczak, Magdalenę Wójcik, Thomasa Martina Leitheada-Docherty’ego i Edwarda Leitheada-Docherty’ego, którzy również odpowiadają za produkcję utworu.
Singel ukazał się w formacie digital download 26 marca 2021 w Polsce za pośrednictwem wytwórni płytowej Magic Records w dystrybucji Universal Music Polska. Piosenka została umieszczona na drugim albumie studyjnym Sanah – Irenka.
14 kwietnia 2021 singel w wersji akustycznej został wykonany na żywo w ramach cyklu „ZET Akustycznie”. 8 maja utwór został zaprezentowany telewidzom stacji TVN w programie Dzień dobry TVN. 5 sierpnia piosenka została zaprezentowana podczas gali Fryderyki 2021.

## Teledysk
Do utworu powstał teledysk zrealizowany przez The Dreams Studio, który udostępniono w dniu premiery singla za pośrednictwem serwisu YouTube.

## Lista utworów
- Digital download[2]

1. „2:00” – 3:19

## Certyfikaty
| Kraj          | Certyfikat       | Sprzedaż |
| ------------- | ---------------- | -------- |
| Polska (ZPAV) | diamentowa płyta | 250 000+ |